# Les Essarts (Saint-Briac)
Pour les articles homonymes, voir Les Essarts.
Les Essarts est le nom de la propriété de la famille Forbes à Saint-Briac-sur-Mer en Ille-et-Vilaine (France) et le siège international des descendants de James Grant Forbes, un homme d'affaires né à Shanghai en Chine, qui s'était installé en Bretagne. 
James Grant Forbes est le grand-père de deux hommes politiques célèbres, Brice Lalonde, candidat du Parti écologiste à l'élection présidentielle française de 1981, et John Kerry, candidat démocrate à l'élection présidentielle américaine de 2004 et secrétaire d'État des États-Unis de 2013 à 2017. Beaucoup de membres de la famille Forbes ont passé les étés en Bretagne, aux Essarts.
La propriété a été occupée et utilisée comme quartier général nazi pendant la Seconde Guerre mondiale. Bombardée et détruite en 1945, elle a été reconstruite en 1954.

## Source
- (en) Cet article est partiellement ou en totalité issu de l’article de Wikipédia en anglais intitulé « Les Essarts, Forbes family estate » (voir la liste des auteurs).